# Compagnie des métaux précieux
 (juin 2025).
La mise en forme du texte ne suit pas les recommandations de Wikipédia : il faut le « wikifier ».
Les points d'amélioration suivants sont les cas les plus fréquents :
- Les titres sont pré-formatés par le logiciel. Ils ne sont ni en capitales, ni en gras.
- Le texte ne doit pas être écrit en capitales (les noms de famille non plus), ni en gras, ni en italique, ni en « petit »…
- Le gras n'est utilisé que pour surligner le titre de l'article dans l'introduction, une seule fois.
- L'italique est rarement utilisé : mots en langue étrangère, titres d'œuvres, noms de bateaux, etc.
- Les citations ne sont pas en italique mais en corps de texte normal. Elles sont entourées par des guillemets français : « et ».
- Les listes à puces sont à éviter, des paragraphes rédigés étant largement préférés. Les tableaux sont à réserver à la présentation de données structurées (résultats, etc.).
- Les appels de note de bas de page (petits chiffres en exposant, introduits par l'outil «  Source ») sont à placer entre la fin de phrase et le point final[comme ça].
- Les liens internes (vers d'autres articles de Wikipédia) sont à choisir avec parcimonie. Créez des liens vers des articles approfondissant le sujet. Les termes génériques sans rapport avec le sujet sont à éviter, ainsi que les répétitions de liens vers un même terme.
- Les liens externes sont à placer uniquement dans une section « Liens externes », à la fin de l'article. Ces liens sont à choisir avec parcimonie suivant les règles définies. Si un lien sert de source à l'article, son insertion dans le texte est à faire par les notes de bas de page.
- La présentation des références doit suivre les conventions bibliographiques. Il est recommandé d'utiliser les modèles {{Ouvrage}}, {{Chapitre}}, {{Article}}, {{Lien web}} et/ou {{Bibliographie}}. Le mode d'édition visuel peut mettre en forme automatiquement les références.
- Insérer une infobox (cadre d'informations à droite) n'est pas obligatoire pour parachever la mise en page.

Pour une aide détaillée, merci de consulter Aide:Wikification.
Si vous pensez que ces points ont été résolus, vous pouvez retirer ce bandeau et améliorer la mise en forme d'un autre article.
La Compagnie des Métaux Précieux (CMP) est une ancienne société française, longtemps considérée comme un leader national dans le raffinage, le négoce et la transformation des métaux précieux. Fondée à Paris dès 1935, elle a occupé une place centrale dans la filière industrielle, bancaire et commerciale de l’or, de l’argent et du platine.

## Histoire
La CMP est créée à Paris en 1935grâce à une alliance stratégique entre la Société de Banque Suisse (SBS), S. Silberfeld & Cie, et la maison londonienne Mocatta & Goldsmid. Le siège social est établi au 7, rue Louis-le-Grand, puis 1 rue Taibout, 42 rue Dareau, et 56 rue de Turbigo, Paris. La SBS détient près de 50% du capital, permettant à la CMP de devenir un relais discret des intérêts suisses sur le marché français de l’or et de l’argent.
Dès sa fondation, la CMP est agréée par la Banque de France pour l’affinage et le négoce d’or et d’argent. L’entreprise fonde son développement sur la modernisation de ses procédés industriels : raffinage électrolytique de l’or, titrage de lingots à 999,9 ‰, laboratoire d’essais et de contrôle.

## Activités et rayonnement

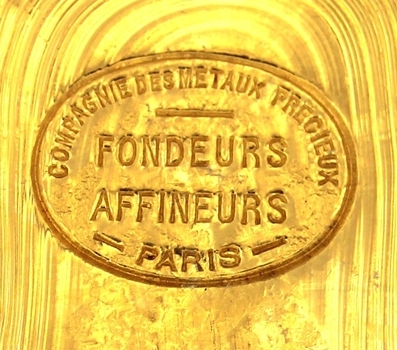
Lingot d'or CMP

La CMP exerce trois activités majeures :
- le négoce international (achat, vente, arbitrage sur l’or, l’argent, le platine) ;
- l’affinage industriel pour le compte de tiers (banques, joailliers, industriels) ;
- la transformation en produits chimiques (nitrate d’argent pour l’industrie photographique, notamment Kodak[4]) et alliages industriels.

La société est reconnue comme «fondeur-affineur officiel» par le Trésor français et figure parmi les rares entreprises françaises inscrites à la liste “Good Delivery” des marchés de Londres et Zurich.

### L’affaire espagnole et les flux internationaux
En 1939, la CMP joue un rôle central lors de la guerre d’Espagne : elle est sollicitée pour traiter des cargaisons de plusieurs dizaines de tonnes d’or et d’argent évacuées par la République espagnole. En février 1939, 80 tonnes d’argent sont expédiées vers la CMP, qui refuse finalement la livraison, entraînant leur séquestre à Ivry et une importante procédure judiciaire,,,,. Cette affaire, abondamment commentée dans la presse et la diplomatie internationale, confirme la position de la CMP comme pivot stratégique entre les marchés français, suisse, britannique et espagnol.

### Leadership industriel et innovations
En 1946, la CMP réceptionne 550 kilos d’or sous escorte policière pour le compte de la Banque de France. Elle traite chaque année plusieurs dizaines de tonnes d’or et d’argent, produit des lingots certifiés et fournit le nitrate d’argent pour les besoins de Kodak et de l’industrie photographique française.

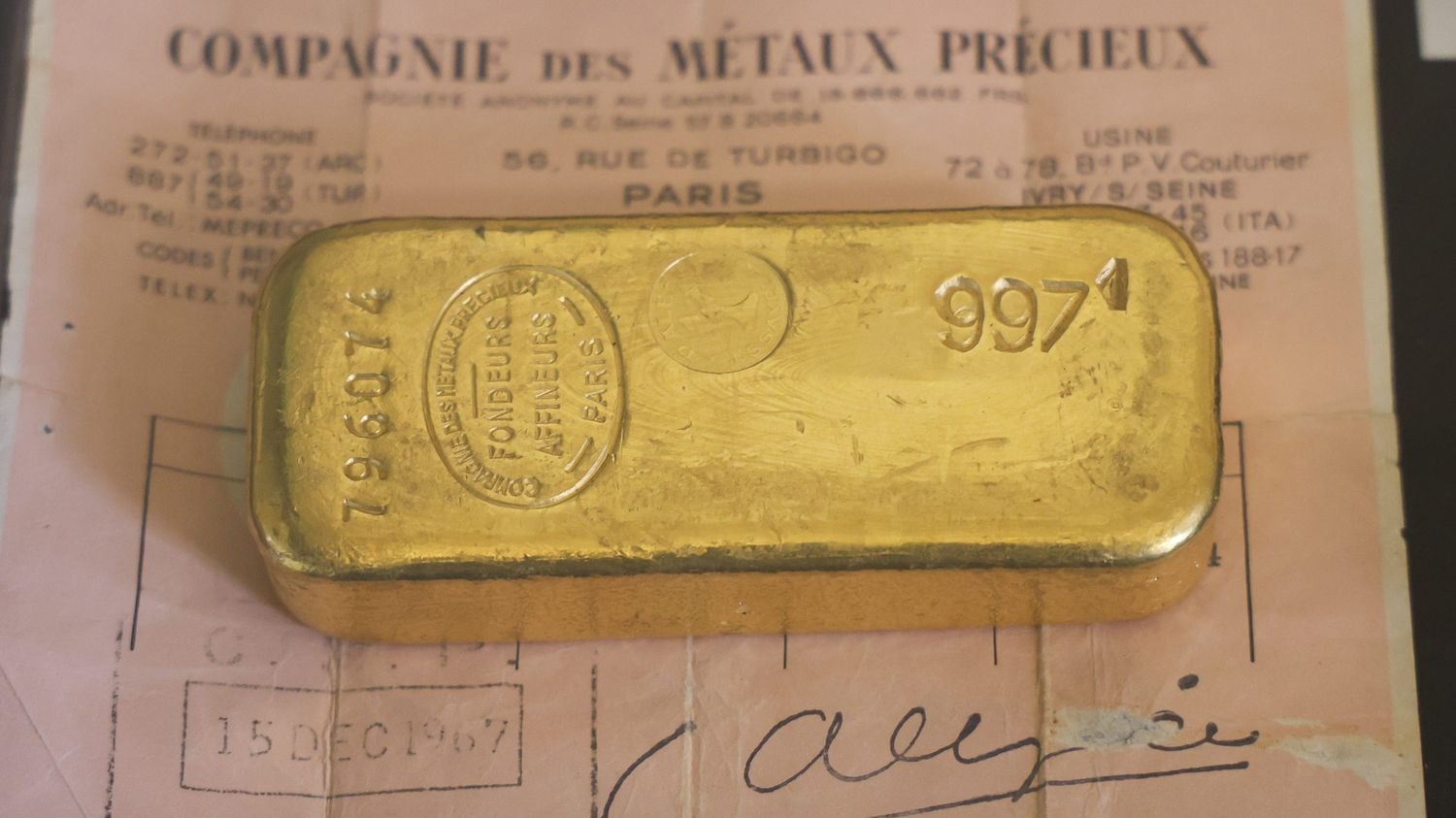
Lingot d'or de 1 kg à 997% fabriqué par la Compagnie des Métaux Précieux (CMP), avec son certificat officiel daté du 15 décembre 1967

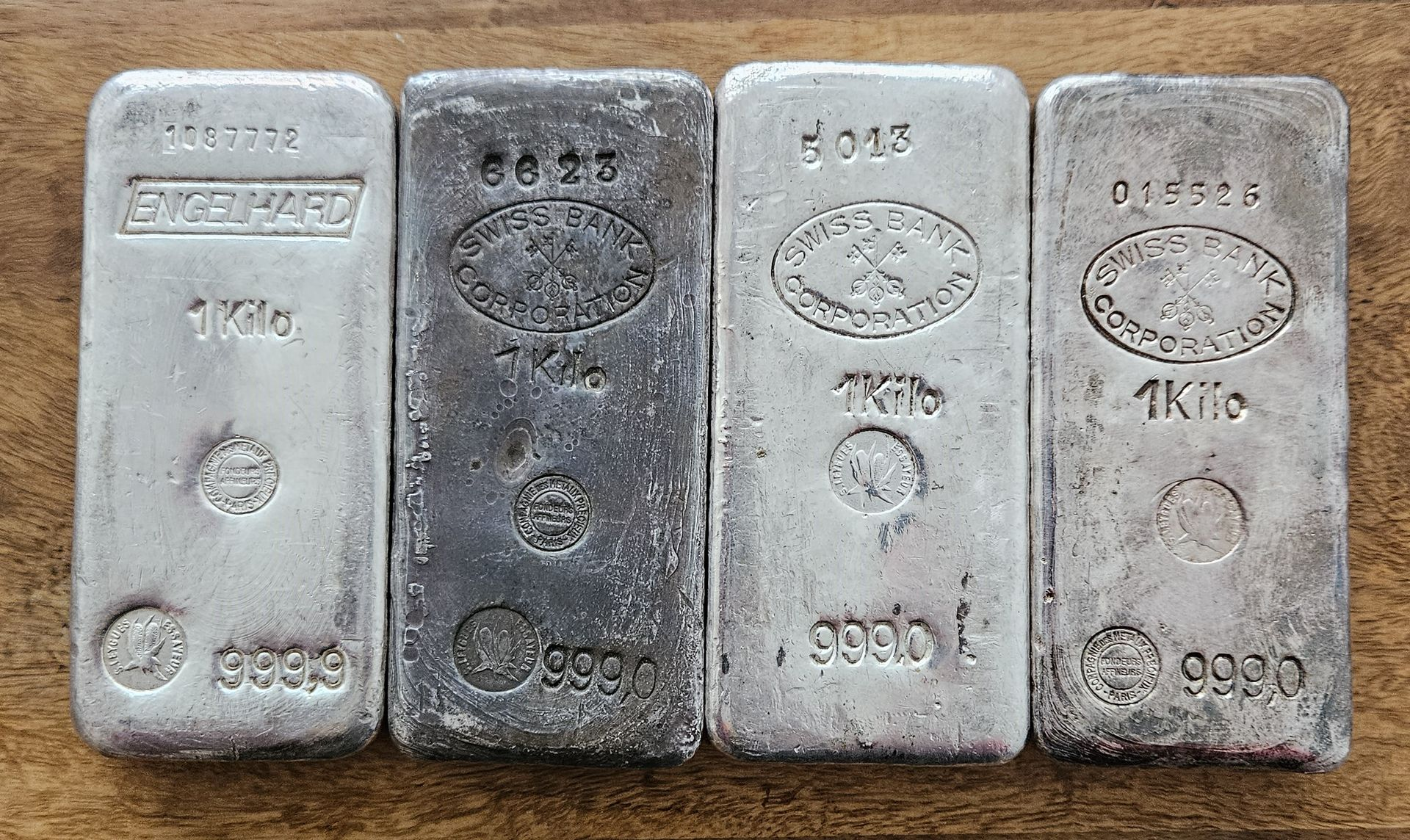
Quatre lingots d'argent de 1kg, CMP, pour différentes institutions financières. De gauche à droite : Engelhard (USA), Swiss Bank Corporation (Suisse)

## Relations institutionnelles et financières
La CMP a entretenu une coopération constante avec la Banque de France (affinage et fonte de lingots monétaires après 1945), la SBS (co-actionnaire et partenaire industriel), Mocatta & Goldsmid (Londres) et de nombreux établissements financiers européens.
Ses résultats financiers témoignent de sa prospérité : en 1950, elle affiche un bénéfice de 64,7 millions de francs, verse un dividende de 250 francs nets par action et porte son capital à 150 millions de francs.

## Affaires judiciaires et notoriété
- En 1939, Samuel Silberfeld, administrateur-délégué, est expulsé de France pour opérations spéculatives contre la monnaie, événement très médiatisé[14],[15],[16].
- En 1940, la CMP est victime d’un cambriolage majeur (300 kg d’or et 280 kg d’argent dérobés), impliquant son chef affineur, révélant l’ampleur des flux traités[17],[18],[19].

## Héritage
En 1984, la CMP est rachetée par le groupe américain Engelhard, qui continue la production sous la marque « CMP-Engelhard ». La société cesse son activité de production en 1989 et est radiée en 2009 ,,. Ses lingots sont désormais recherchés par les collectionneurs.

## Dirigeants notables
- Samuel Silberfeld – Administrateur-délégué, fondateur
- Pierre Bellanger – Président du conseil d’administration
- M. Boivin – Directeur technique
- Jacques Loiseau - Président directeur général

## Sièges sociaux
- 7, rue Louis-le-Grand, Paris Ier (1927–1939)
- 1, rue Taibout, Paris IXe (années 1930)
- 42, rue Dareau, Paris XIVe (années 1940–1950)
- 56, rue de Turbigo, Paris IIIe (années 1960–1970)